# Clermont-Tonnerre
Clermont-Tonnerre sono una famiglia nobile francese.
Sono originari del Delfinato. Ebbero il titolo di marchese a partire dal 1622 e quello di duca dal 1775.
La loro genealogia risale a un Sibaud, il cui figlio, dello stesso nome, fu comandante della truppa che scacciò l'antipapa Gregorio VIII. Un Aynaud II fu nominato nel 1340 primo barone del Delfinato. Vantano tra gli esponenti Gaspard de Clermont-Tonnerre e Anne-Antoine-Jules de Clermont-Tonnerre. Con questa famiglia fu imparentato per linee femminili Camillo Benso di Cavour.